# Leia : Princesse d'Alderaan
Leia : Princesse d'Alderaan (titre original : Leia: Princess of Alderaan) est un roman de science-fiction de Claudia Gray s'inscrivant dans l'univers étendu de Star Wars. Publié aux États-Unis par Disney Lucasfilm Press en 2017, puis traduit en français et publié par les éditions Pocket en 2021,, il se déroule trois ans avant la bataille de Yavin.